# Calophya dicksoni
Calophya dicksoni är en insektsart som beskrevs av Jensen 1957. Calophya dicksoni ingår i släktet Calophya och familjen Calophyidae. Inga underarter finns listade i Catalogue of Life.